# Errouville
Errouville é uma comuna francesa na região administrativa de Grande Leste, no departamento de Meurthe-et-Moselle. Estende-se por uma área de 5,13 km². Em 2010 a comuna tinha 723 habitantes (densidade: 140,9 hab./km²).